# 122
El año 122 (CXXII) fue un año común comenzado en miércoles del calendario juliano, en vigor en aquella fecha.
En el Imperio romano el año fue nombrado el del consulado de Aviola y Neratio, o menos frecuentemente, como el 875 ab urbe condita, siendo su denominación como 122 a principios de la Edad Media, al establecerse el Anno Domini.

## Acontecimientos
- Comienza la construcción de la muralla de Adriano que separa Britania del territorio de los pictos.
- El emperador romano Adriano visita Hispania.[1]

## Fallecimientos
- San Faustino, presbítero y mártir, patrón de la ciudad italiana de Brescia.